# Mittelsbach (Lasterbach)
Der Mittelsbach ist ein knapp zwei Kilometer  langer linker und östlicher Zufluss des Lasterbaches.

## Geographie

### Verlauf
Der Mittelsbach entspringt  im Westerwald, südöstlich von Oberrod, in der Nähe der Grenze von Rheinland-Pfalz und Hessen.
Er fließt zunächst  etwa 250 Meter am Nordrand eines Waldes in nordwestlicher Richtung  und knickt dann scharf nach Südwesten ab. Sein Lauf ist dort stark begradigt. Nach knapp einen halben Kilometer erreicht er den Marienhof, wendet sich nach Westen, umfließt nördlich den Heispel und mündet schließlich östlich von Elsoff in den Lasterbach.

### Flusssystem Elbbach
- Fließgewässer im Flusssystem Elbbach